# Alain Van Den Bossche
Alain Van Den Bossche (Geraardsbergen, 17 de novembre de 1965) va ser un ciclista belga, que fou professional entre 1990 i 1995. Del seu palmarès destaca el campionat nacional en ruta de 1993.

## Palmarès
- 1989
  - 1r a la Zesbergenprijs-Harelbeke
  - 1r a l'Internationale Wielertrofee Jong Maar Moedig
- 1993
  -  Campió de Bèlgica en ruta
  - 1r a Aalst